# Bomberman 2
Bomberman 2, connu au Japon sous le nom de Custom Battler Bomberman, est un jeu vidéo d'action et de labyrinthe développé et édité par Hudson Soft, sorti en 2008 sur Nintendo DS.

## Accueil
- Jeuxvideo.com : 14/20[1]